# Alfred Cahen
Alfred Cahen (* 28. September 1929 in Ixelles/Elsene; † 19. April 2000 in Brüssel) war ein belgischer Diplomat, der von 1985 bis 1989 Generalsekretär der Westeuropäischen Union (WEU) sowie anschließend von 1989 bis 1996 Botschafter in Frankreich war.

## Leben
Cahen trat nach dem Schulbesuch und einem anschließenden Studium in den diplomatischen Dienst ein und war unter anderem von Januar 1962 bis Dezember 1964 Erster Sekretär an der Botschaft in Kongo-Kinshasa. Nach weiteren anschließenden Verwendungen im In- und Ausland kehrte er 1970 als Botschaftsrat nach Kongo-Kinshasa zurück und war damit bis 1974 Ständiger Vertreter des Botschafters in dieser ehemaligen belgischen Kolonie, die sich 1971 unter dem damaligen Staatspräsidenten Mobutu Sese Seko in Zaire umbenannt hatte.
Nach anschließenden weiteren Verwendungen wurde Cahen 1977 Kabinettschef von Außenminister Henri Simonet und fungierte danach von 1979 bis 1985 als Generaldirektor der Politischen Abteilung im Außenministerium. Am 26. Juni 1982 wurde ihm das Großkreuz des Ordens des Infanten Dom Henrique verliehen.
1985 wurde Cahen als Nachfolger seines Landsmannes Edouard Longerstaey Generalsekretär der Westeuropäischen Union und bekleidete diese Funktion vier Jahre lang, bis er 1989 durch den früheren Verteidigungsminister der Niederlande, Wim van Eekelen, abgelöst wurde.
Er selbst übernahm stattdessen das Amt des Botschafters in Frankreich und verblieb auf diesem Posten bis 1996. Im Anschluss engagierte er sich als Dozent an der Université libre de Bruxelles (ULB) sowie als Generalsekretär der in Paris ansässigen Vereinigung des Nordatlantikvertrages.
Nach seinem Tod nach längerer Krankheit wurde Cahen auf dem Cimetière Montparnasse in Paris beigesetzt.

## Veröffentlichungen
- Foreign Policy Cooperation and Security Policy, in M.A.G. van Meerhaeghe (Herausg.), Belgium and EC Membership Evaluated (Pinter, London 1992), S. 88–97.